# Megacyllene mellyi
Megacyllene mellyi es una especie de escarabajo longicornio del género Megacyllene, tribu Clytini, subfamilia Cerambycinae. Fue descrita científicamente por Chevrolat en 1862.

## Descripción
Mide 7,2-15 milímetros de longitud.

## Distribución
Se distribuye por Argentina, Australia, Bolivia, Brasil, Paraguay y Uruguay.